# Thomas E. Mann
Thomas Edward Mann (* 10. September 1944 in Milwaukee, Wisconsin) ist ein US-amerikanischer Politikwissenschaftler. Er forscht an der Brookings Institution hauptsächlich zum US-Wahlsystem, insbesondere zur Finanzierung von Wahlkampagnen. Darrell M. West nannte Mann den „König der Experten“ wegen seiner zahlreichen Auftritte auf CNN und in renommierten Zeitungen wie der Washington Post.
Mann erhielt 1966 an der University of Florida einen B.A. in Politikwissenschaft und 1968 bzw. 1977 einen M.A. und Ph.D. an der University of Michigan. 1969 kam er als Congressional Fellow erstmals nach Washington, D.C., wo er für Senator Philip Hart und den Abgeordneten James G. O’Hara tätig war. Mann war geschäftsführender Leiter der American Political Science Association. Von 1987 bis 1999 leitete er den Bereich Governmental Studies an der Brookings Institution. 2009 war er als Gastwissenschaftler an der University of Melbourne. Weitere Lehraufträge hatte er an der Princeton University, Johns Hopkins University, Georgetown University, University of Virginia und der American University.
Mann ist Mitglied der American Academy of Arts and Sciences, des Council on Foreign Relations und des Beirates der Stiftung Future of American Democracy. Er hat zwei Kinder und lebt mit seiner Frau in Bethesda (Maryland).

## Werke
- Unsafe at Any Margin: Interpreting Congressional Elections (1978)
- Media Polls in American Politics, Hg. mit Gary R. Orren (1992)
- Renewing Congress, mit Norman J. Ornstein (1992, 1993)
- Values and Public Policy, Hg. mit Henry Jacob Aaron und Timothy Taylor (1994)
- Congress, the Press, and the Public, Hg. mit Norman J. Ornstein (1994)
- Intensive Care: How Congress Shapes Health Policy, Hg. mit Norman J. Ornstein (1995)
- Campaign Finance Reform: A Sourcebook, mit Anthony Corrado, Daniel R. Ortiz, Trevor Potter und Frank J. Sorauf, Hg. (1997)
- Vital Statistics on Congress, 1999–2000, mit Norman J. Ornstein und Michael Malbin (1999)
- The Permanent Campaign and Its Future, Hg. mit Norman J. Ornstein (2000)
- Governance for a New Century: Japanese Challenges, American Experience, Hg. mit Sasaki Takeshi
- Vital Statistics on Congress, mit Norman J. Ornstein und Michael J. Malbin (2002)
- Inside the Campaign Finance Battle: Court Testimony on the New Reforms, Hg. mit Anthony Corrado und Trevor Potter (2003)
- The New Campaign Finance Sourcebook, Hg. mit Anthony Corrado, Daniel R. Ortiz und Trevor Potter (2003)
- mit Norman J. Ornstein: The Broken Branch: How Congress Is Failing America and How to Get It Back on Track. OUP, 2006.
- mit Norman J. Ornstein: It's Even Worse Than It Looks: How the American Constitutional System Collided with the New Politics of Extremism. Basic Books, New York 2012, ISBN 978-0-465-03133-7.